# 鈴木義雄 (鈴屋)
鈴木 義雄（すずき よしお、1925年（大正14年）11月28日 - 2021年（令和3年）5月12日）は、日本の実業家である。株式会社鈴屋の社長や会長のほか、日本専門店協会会長などを歴任した。

## 人物
紳士服を扱う東京市下谷の被服店「鈴木シャツ被服店」を経営する鈴木房吉の長男として生まれた。姉は後に呉服店「鈴乃屋」を創業した小泉清子である。
1950年（昭和25年）、慶應義塾大学経済学部を卒業し、伊藤萬東京店貿易部に勤務した。
1954年（昭和29年）になると生家である鈴木シャツ被服店に移った。専務として同店に就任した義雄は、それまで紳士服店だった鈴木シャツ被服店を婦人服専門店とするとともに、21〜22歳の独身女性を主な対象とするブランド「SUZUYA（スズヤ）」を始めた。また、同時に会社を「鈴屋」に改称した。
1962年（昭和37年）には社長に就任、1970年代にかけて鈴屋を婦人服専門店の最大手とし、日本チェーンストア協会副会長、日本小売協会副会長、日本専門店協会会長などを歴任した。これらの中で日本専門店協会は、鈴木が中心になって1988年（昭和63年）10月4日に設立し、自身が初代会長に就任したものであった。また、1976年（昭和51年）には大型商業施設「青山ベルコモンズ」を、東京・青山に完成させた。
しかし、鈴屋は1990年代後半から経営難となり、一時は姉・小泉清子の鈴乃屋からの支援などを受けて不渡りの危機をしのぐなどしたものの、1997年（平成9年）に和議を申請し、事実上倒産した。